# 後藤靖博
後藤 靖博（ごとう やすひろ、1990年7月2日 - ）は日本のお笑い芸人。愛称は「やす」。北海道北見市出身。
お笑いコンビの「やすと横澤さん」のボケ担当。相方は横澤章悟。立ち位置は向かって左。身長166cm。体重75㎏。血液型O型。

## 人物

### 経歴
- 帯広市立柏小学校、札幌市立向陵中学校、私立北星学園大学附属高等学校、私立北星学園大学卒業。

### 趣味・特技
- 趣味はTシャツ作り。
- 特技は野球（高校スポーツ特待生）、モノマネ（松山千春、玉置浩二、武田鉄矢、氷室京介、鈴木雅之、TUBE、GLAY、CHAGE＆ASKAなど）。

### 嗜好
- 猫が大好き。愛猫の名前は「ポチ」
- 週4以上で通うほどのサウナ好き。よく行く銭湯は「月見湯」「ほのか」「北のたまゆら」「花ゆづき」「小金湯」など。札幌市内のサウナはほぼ制覇している。
- ウルトラマンが大好き。フィギュアを集めている。
- 桑田佳祐とサザンオールスターズの大ファン。一番好きな曲は「スキップ・ビート」。
- 憧れの芸人は志村けん。
- 好きな野球選手は松井秀喜。
- 座右の銘は【遊ぶように仕事をし、仕事のように遊ぶ】

## エピソード

### 学生時代
- 小学2年生の時の夢は歌手。ジャニーズに入ってモテたかったため。
- 係が面倒で「お笑い係」を作る。帰りの会でコントを披露することになったが、参考にしていたのがバカ殿だったため、女の子をはべらかして終わった。
- 小学6年生から大学1年生まで野球一筋。高校はスポーツ推薦で入学。ポジションは外野手。
- 中学3年生のとき、たまたま練習を公開していた高校へ行き、監督に「お前振ってみろ」と言われ、バット一振でスポーツ推薦が決まる。

### バイト時代
- 札幌のラーメン有名店「すみれ」で修行した店長に教えてもらったチャーハンを作り続け、めちゃくちゃ上手く作れるようになった結果【やすくんのチャーハン】というメニューができた。